# Grugies
Grugies é uma comuna francesa na região administrativa de Altos da França, no departamento de Aisne. Estende-se por uma área de 5,08 km². Em 2010 a comuna tinha 1 349 habitantes (densidade: 265,6 hab./km²).